# Cecilia Mary Ady
Cecilia Mary Ady (28 novembre 1881 - 27 mars 1958) est une écrivaine, universitaire et historienne britannique. Elle travaille à l'Université d'Oxford, où elle devient une autorité sur la Renaissance italienne. Elle attire l'attention du public après avoir été renvoyée de son collège, tandis que ses collègues soutiennent sa réintégration avec succès.

## Biographie
Ady est née à Edgcote dans le Northamptonshire en 1881, l'unique enfant du pasteur William Henry Ady et de sa femme, Julia Cartwright Ady, biographe et spécialiste amateur de la Renaissance italienne. L'intérêt de sa mère pour l'Italie a été suscité par son cousin, William Cornwallis Cartwright. Sa mère prend la responsabilité de l'éducation de Cecilia, et Cecilia obtient une place à Oxford, où elle étudie au St Hugh's Hall, et obtient une mention très bien à l'examen d'histoire moderne en 1903, sans pour autant obtenir de diplôme, Oxford n'en décernant pas aux femmes à l'époque. L'historien Edward Armstrong devient son mentor. Il est chargé de superviser la publication d'une série de livres intitulée The States of Italy. Ce projet n'est pas été entièrement réalisé, mais le livre de Cecilia Ady, History of Milan under the Sforza, est l'un des deux publié.
En 1909, Cecilia Ady retourne à St Hugh's College, en tant que tutrice en histoire moderne. Elle est d'abord très liée avec la principale du collège, Eleanor Jourdain, qui semble prendre ombrage de la popularité de Cecilia Ady et l'accuse de « déloyauté » et d'avoir divulgué au personnel des informations sur ses plans pour introduire un principal adjoint au collège. Eleanor Jourdain obtient son renvoi, avec un préavis de cinq jours, en novembre 1923. Cecilia Ady proteste et une démission massive de six membres du conseil du collège se produit. L'affaire devient d'intérêt public plus large, et concerne l'autonomie et les droits professionnels des enseignantes, ce qui conduit Lord Curzon, le chancelier de l'université à enquêter sur les motifs du licenciement. Ady est finalement blanchie et Jourdain meurt peu avant d'être obligée de démissionner. L'enquête permet d'améliorer les conditions d'emploi des tutrices.
Cecilia Ady est ensuite tutrice, de 1924 à 1929, auprès de la Society of Oxford Home-Students, qui devient plus tard le St Anne's College. En 1929, son ancien collège la réembauche comme chargée de recherche. En 1938, elle obtient le titre de docteure en lettres (D.Litt), après avoir publié une monographie intitulée The Bentivoglio of Bologna: a Study in Despotism (1937). Elle prend sa retraite en 1951 et est faite fellow honoraire de St Hugh's à cette occasion.
Elle meurt dans une maison de repos à Oxford le 7 mars 1958. Après sa mort, ses collègues et anciens étudiants compilent un volume commémoratif composé de ses essais, intitulé Italian Renaissance Studies (1960).

## Œuvres
- History of Milan under the Sforza (1907)[3]
- Pius II (Aeneas Silvius Piccolomini): the Humanist Pope (1913)
- A History of Modern Italy, 1871–1915 (translation) of Benedetto Croce's work
- Italian Studies (1934) (Editor)
- The Bentivoglio of Bologna: a Study in Despotism (1937)
- Lorenzo Dei Medici and Renaissance Italy (1955)[3]